# Il giovane Holden
Il giovane Holden (The Catcher in the Rye) è un romanzo del 1951 scritto da J. D. Salinger.

## Titolo originale
L'opera viene pubblicata negli Stati Uniti con il titolo di The Catcher in the Rye e allude a una strofa di una nota canzone in lingua scots attribuita a Robert Burns, Comin' Through the Rye:
Il titolo nasce dalla storpiatura del secondo verso della strofa che il protagonista opera involontariamente in uno dei passaggi più importanti del romanzo quando, interrogato dalla sorella Phoebe su cosa voglia veramente fare da grande, risponde, ispirandosi alla scena evocata dalla poesia di Burns, "colui che salva i bambini, afferrandoli un attimo prima che cadano nel burrone, mentre giocano in un campo di segale". In inglese, l'espressione suona bizzarra per l'immagine che evoca ma è formata da termini comuni: catcher indica anche il ruolo del ricevitore nelle squadre di baseball, mentre rye è popolare quanto il rye whiskey, un distillato che, secondo le leggi degli USA, deve essere prodotto impiegando almeno il 51% di segale.
La difficoltà della traduzione del titolo è stata risolta in svariati modi; se le edizioni in lingua tedesca o portoghese hanno la possibilità di tradurre alla lettera senza impiegare termini goffi o inusuali (Der Fänger im Roggen, O Apanhador no Campo de Centeio), in francese la scelta cade su un elegiaco L'Attrape-Coeurs, traducibile letteralmente come "il rubacuori". Nei paesi di lingua spagnola l'opera è invece nota con il titolo El Guardián entre el Centeno, che ha il pregio di mantenere in guardián l'idea che il protagonista associa alla parola catcher. In italiano, con una traduzione letterale il titolo sarebbe risultato Il prenditore nel campo di segale, Il prenditore nella segale o alternativamente, Il prenditore nella segale da whiskey (altre possibili traduzioni sono Il terzino nella grappa, L'acchiappatore nella segale o Il salvatore sul precipizio). Alla fine, il primo traduttore italiano optò per Vita da uomo, poi cambiato in Il giovane Holden nelle successive riedizioni, anche se il titolo originale resta comunque conosciuto anche fuori dal mondo anglosassone.

## Copertina

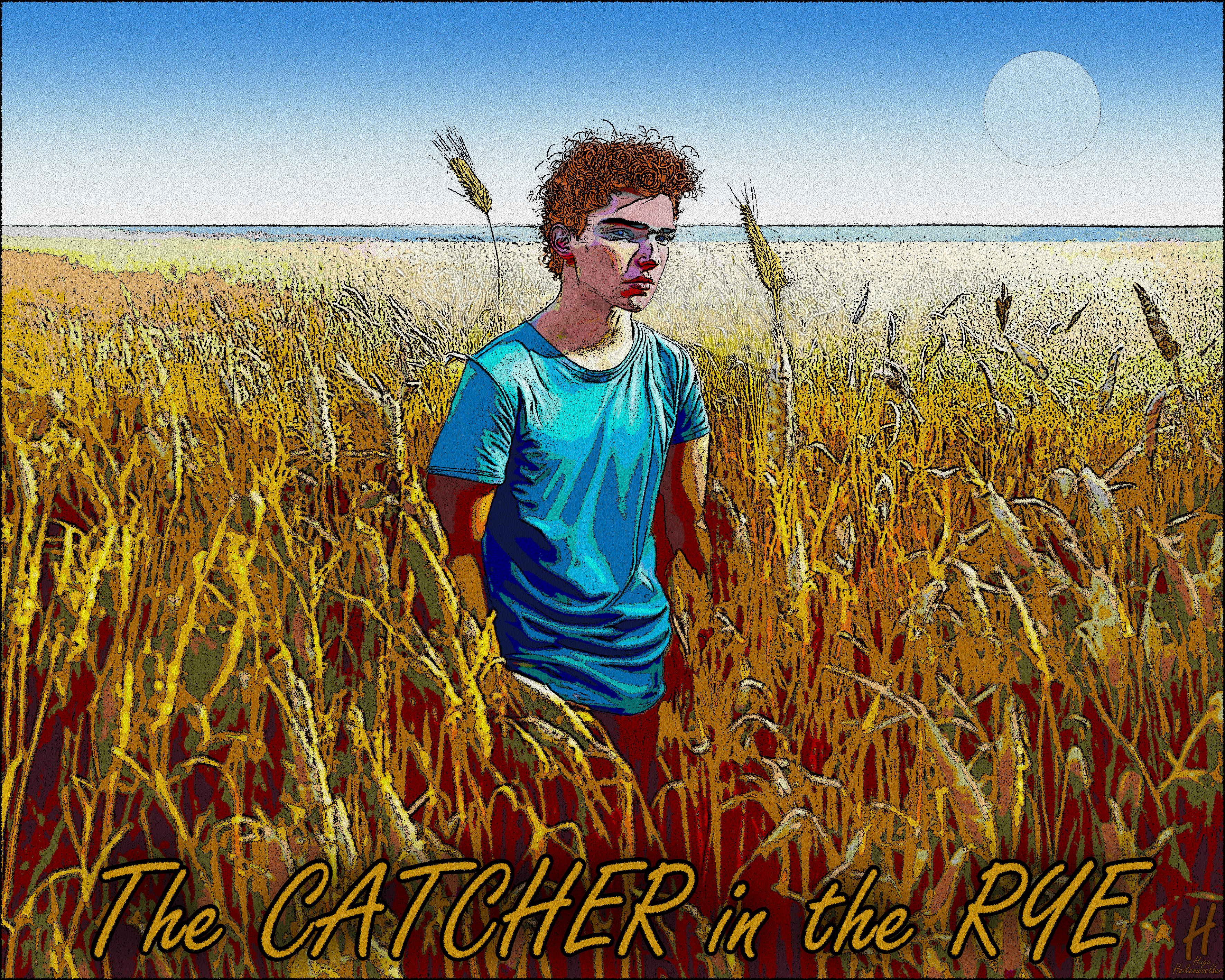
The Catcher in the Rye, illustrazione di Hugo Heikenwaelder, 1998

Salinger desiderava che il libro venisse scelto per il contenuto e non per la copertina, per cui chiese all'editore che facesse uscire il libro con la copertina completamente bianca, ad eccezione del titolo e del suo nome: nonostante le richieste, l'edizione originale presenta un'illustrazione che ritrae un cavallo della giostra citata nel romanzo; solamente in seguito (nel 1991) si giungerà ad una copertina bianca. Anche la copertina dell'edizione italiana Einaudi, nella collana Tascabili, è bianca e non riporta neanche la trama o la biografia dell'autore.

## Periodo storico e ambientazione
Le vicende narrate in prima persona dal giovane Holden Caulfield si verificano, con ogni probabilità, qualche settimana prima del Natale del 1949. Pur non essendo esplicitamente indicato, è possibile dedurre l'anno da alcuni riferimenti temporali che l'autore introduce nel racconto, quali ad esempio l'età del ragazzo al momento in cui scrive (16 anni), la data della morte di Allie, suo fratello minore (morto il 18 luglio 1946), e il fatto che in quel giorno aveva 13 anni, quindi tre in meno rispetto all'epoca dei fatti narrati. I fatti si sviluppano nell'arco di un solo fine settimana e prendono il via al sabato, giorno in cui Holden decide di abbandonare l'istituto dove studiava, per concludersi nel primo pomeriggio del lunedì successivo, quando il ragazzo è con la sorella alla giostra dei cavalli.
Il momento della narrazione deve essere riferito invece a qualche mese dopo, probabilmente in estate; tenendo in considerazione il fatto che il protagonista aveva 16 anni quando le vicende sono avvenute e 17 quando le racconta.
Il testo ha inizio in un'ipotetica cittadina della Pennsylvania, Agerstown, dove ha sede la scuola di preparazione al college alla quale Holden è stato iscritto dai suoi genitori, la Pencey. Salinger, che in gioventù aveva frequentato un college militare a Wayne, Pennsylvania, tenne probabilmente presenti le sue esperienze autobiografiche per la prima parte del romanzo. La narrazione si trasferisce poi definitivamente a New York, dove, nell'area metropolitana di Manhattan compresa tra la parte sud di Central Park e il Greenwich Village, hanno luogo tutte le vicende successive.

## Trama
Il protagonista del romanzo è Holden Caulfield, un sedicenne statunitense proveniente da una famiglia benestante. Il romanzo si apre con la sua figura solitaria che, su una collinetta, assiste ad una partita di football della squadra delle superiori, sebbene la sua mente sia completamente altrove. Quella che sta vedendo sarà la sua ultima partita in quella scuola, giacché è stato espulso per non esser riuscito a superare abbastanza esami oltre a quello di inglese. Prima di tornare in camera decide di passare a trovare il suo ormai ex professore di storia Spencer, uomo che, nonostante la sua età avanzata, ha suscitato in lui un sentimento di simpatia. Ma non appena mette piede in casa del professore capisce che la sua non è stata una buona mossa e sente subito un forte odore di ramanzina, che naturalmente non si fa attendere. Il professore è seriamente preoccupato dall'atteggiamento di Holden, ma non si rende conto che, umiliandolo e con atteggiamenti simili, non farà altro che accrescere la rabbia del ragazzo, che infatti perde tutta la simpatia che prima nutriva verso il proprio insegnante.
Tornato nel dormitorio, Holden incontra i suoi compagni di stanza Ackley e Stradlater. Non appena viene a sapere che quella sera Stradlater sarebbe uscito con una sua amica d'infanzia di cui era innamorato, sapendo che aveva già fatto molte volte l'amore con altre ragazze con cui era uscito e temendo che potesse provarci anche con lei, esce di senno e inizia ad insultarlo pesantemente. Stradlater allora gli sferra un pugno in viso e Holden, traboccante d'odio verso il suo compagno, il suo professore e l'intera scuola, prende le sue valigie e con 3 giorni di anticipo decide di tornare a New York, non senza aver prima lasciato testimonianza della sua partenza urlando nel cuore della notte: "Sogni d'oro, imbecilli!". Una volta arrivato a New York si ritrova senza un tetto dove alloggiare, dal momento che i genitori non hanno ancora appreso la notizia della sua espulsione e lui non ha ancora intenzione di far ritorno a casa. Decide allora di trovarsi un alloggio provvisorio — un albergo di infima categoria — fino alle vacanze di Natale.
Non avendo sonno, entra nel night club annesso nell'albergo, dove trova tre donne più grandi di lui con cui decide di intrattenersi un poco e di ballare. Queste però dopo poco se ne vanno e Holden, per non restare da solo, cerca un altro locale aperto che serva alcolici ai minorenni. Va allora nel locale di Ernie, un pianista di colore che gode di buona fama nella Grande Mela. Una volta entrato, incontra una vecchia amica del fratello che gli chiede di sedere al suo stesso tavolo, ma l'adolescente, ritenendo che la ragazza voglia solo approfittare di lui per entrare nelle grazie del fratello, declina l'invito, e barcollante ritorna in albergo.
In ascensore, mentre sta risalendo nella sua camera, viene contattato da Maurice, un inserviente dell'albergo, che gli propone quindici minuti di piacere con una prostituta per soli cinque dollari. Holden, un po' ubriaco e molto depresso, senza pensarci su accetta la proposta di Maurice, cosa di cui poco dopo si pente amaramente. Una volta conosciuta la prostituta, Sunny, resta sbigottito, e rendendosi conto dell'errore commesso la invita a rivestirsi. Passati i quindici minuti, Holden dà a Sunny i soldi che le spettano e lei se ne va.
Nel cuore della notte però bussa alla porta della sua camera Maurice, che con una certa insistenza chiede al ragazzo altri cinque dollari, oltre a quelli pattuiti, affermando che lui aveva richiesto fin dall'inizio dieci dollari. Holden però oppone resistenza e così facendo riceve un altro pugno (stavolta nello stomaco) e perde altri cinque dollari. Il mattino successivo abbandona la stanza dell'hotel e si reca in stazione, dove lascia al deposito tutte le sue cose. Dopodiché decide di chiamare una sua vecchia amica, Sally Hayes. Nel pomeriggio i due assistono ad uno spettacolo intellettuale e raffinato; Sally infatti è un po' snob e Holden sa che gradirà lo spettacolo. Insieme vanno poi a pattinare sul ghiaccio. Dopo aver trascorso un bel pomeriggio, mentre stanno facendo una piccola sosta in un bar, Holden inizia a chiedere ripetutamente a Sally di scappare insieme a lui e vivere in qualche posto isolato lontano dal caos urbano di New York. Sally però presta poche attenzioni ad Holden e risponde con superficialità che le sue sono soltanto idee strampalate ed impraticabili. Lui però, prendendosi troppo sul serio, si lascia scappare una frase che urta talmente la sensibilità di Sally da farla piangere.
Holden si allontana e allora contatta un'altra sua vecchia conoscenza, Carl Luce. Insieme si danno appuntamento al Wicker Bar. Carl Luce è stato un suo vecchio amico di scuola più grande di lui e adesso frequenta il college. È un tipo intellettuale e perciò piace a Holden; inoltre conosce molte storie di sesso, tanto da poter sembrare quasi un pervertito, motivo in più perché stia simpatico al ragazzo. Holden immagina di trovare lo stesso Carl Luce dei tempi della scuola, senza rendersi conto che ormai questo è quasi un adulto, tanto che il protagonista più volte chiede all'amico qualche storiella sul genere di quelle che raccontava a scuola, ma Carl più volte gli raccomanda di abbassare la voce per non farsi sentire da tutti. Carl se ne va quasi subito, snobbando Holden: anzi gli consiglia, con una nota di disprezzo, di rivolgersi ad uno psicanalista. Una volta che Carl se ne è andato, non sapendo che fare, Holden esagera ancora una volta con l'alcool e, uscito dal bar, inizia a girovagare per New York. Ripresosi dalla sbornia, non avendo la minima idea di dove andare, decide di recarsi a casa dei suoi genitori per incontrare la sorellina. Così, entra in casa e si dirige cautamente verso la camera della sorella; la sveglia e le parla a lungo.
Lei gli dice che i genitori non sono in casa e che nell'appartamento ci sono soltanto lei e la governante sorda; poi capisce che il fratello è stato ancora una volta espulso da scuola. Inizialmente si arrabbia molto per questa situazione, ma poi si mette a ballare con lui. Ad un tratto entrano in casa i genitori, quindi Holden si nasconde nell'armadio mentre la sorella distrae la madre per non farlo scoprire. Holden esce dall'armadio cercando di muoversi quanto più silenziosamente. Uscito di casa, decide di chiedere ospitalità ad uno dei pochi professori per cui nutre una profonda stima: il professor Antolini, suo ex insegnante di letteratura inglese. Nonostante l'ora tarda, gli telefona per chiedere di poter dormire per una notte a casa sua, e sorprendentemente l'insegnante gli offre piena ospitalità. Una volta arrivato, il professore cerca di farlo ravvedere con un discorso serio — ma non la solita ramanzina — e, nonostante avesse precedentemente bevuto un po’, riesce a far presa sulla coscienza del ragazzo, che inizia a rimuginare sulle parole dette dal suo professore e così si addormenta. Ad un certo punto però si sveglia di soprassalto e si accorge che il professore gli sta accarezzando la testa, cosa che legge come un tentativo di approccio sessuale: così, sudando freddo per lo spavento e l'imbarazzo, dice al professore di doversi recare alla stazione per andare a riprendere le valigie, con la finta promessa di tornare subito.
A questo punto il ragazzo, più scoraggiato e depresso che mai, decide di fuggire da New York e dalla società. Prima di far ciò, tuttavia, decide di salutare per l'ultima volta la sua sorellina.
Il giorno seguente si reca a scuola e chiede alla bidella di riferire un messaggio alla piccola: di andare al museo di storia naturale all'ora di pranzo. Quindi Holden passa la mattinata nel museo dove l'avrebbe dovuta incontrare, ripensando a tutto il tempo speso in quel luogo negli anni della sua infanzia.
Verso mezzogiorno la sorella si presenta con una grande valigia, avendo capito le intenzioni del fratello. Holden è molto spaesato e così, del tutto involontariamente, finisce con il litigare con la sorella, che in un primo momento si allontana stizzita, ma, dopo che lui le ha comprato dei biglietti per la giostra dei cavalli, si riappacifica con lui.
Con la figura di Holden felice, che, sotto la pioggia, guarda la sorellina sulla giostra, si chiude il romanzo. Nelle ultime pagine si comprende anche che Holden viene seguito da uno psicanalista.

## Personaggi principali
- Holden Caulfield è il protagonista degli eventi. È un ragazzo di sedici anni, fisicamente molto alto e magro come un chiodo, con la particolarità di avere i capelli grigi, nonostante la sua giovane età. Dotato di senso critico e sensibilità, è psicologicamente emotivo e fragile. Odia la violenza e si considera un vigliacco. Gli piace studiare solamente la letteratura inglese e, a causa del suo scarso rendimento scolastico, viene espulso dall'istituto che frequenta, trovandosi a vagabondare da solo per le strade di New York, temendo la reazione dei genitori al suo ritorno a casa. Rimugina continuamente e giudica spesso negativamente tutto ciò che lo circonda, come acutamente gli fa osserva Phoebe. Egli, però, non riesce ad uscire dal suo stato e, nell'ultimo capitolo, rivela di essere sotto analisi.
- Phoebe Caulfield è la sorellina di Holden. È una bambina di dieci anni, particolarmente magra e molto loquace. È molto legata al fratello maggiore e lo ammira, anche se qualche volta lui la delude. Phoebe è un punto di riferimento per Holden, il quale si confida sempre con la ragazzina quando si trova in difficoltà, comunicandole i suoi disagi e i suoi problemi, per sentire il suo parere o semplicemente il suo affetto e la sua saggezza infantile.
- Allie Caulfield è il fratello minore di Holden. È morto di leucemia all'età di soli tredici anni. Lui ne parla molto; a volte è come se fosse lì con lui, e conserva gelosamente il suo guantone da baseball sul quale Allie aveva scritto con inchiostro verde alcune poesie, da leggere nei tempi morti delle partite. Anch'egli non agisce mai direttamente, ma risulta una proiezione di Holden. Lo vedeva come un punto di riferimento e quando questo è venuto a mancare le cose sono peggiorate.
- D.B. è il fratello maggiore di Holden. Ha una trentina d'anni, dato che si ricava dal fatto che ha combattuto per quattro anni nella seconda guerra mondiale e fa lo scrittore. Altro punto di riferimento del giovane, soprattutto in quanto a gusti letterari e atteggiamenti da adulto; Holden non condivide (come il prof.Antolini) la sua scelta di scrivere per il cinema. Come Allie e Jane Gallagher, D.B. non appare mai direttamente, ma "vive" attraverso i ricordi e i pensieri del protagonista.
- Sally Hayes è una vecchia compagna di scuola di Holden. È una ragazza particolarmente carina ma smorfiosa e snob. In fondo vuole bene a Holden e quando lui torna a New York gli offre disponibilità e amicizia, anche se ciò che Holden cerca è una condivisione maggiore di quella che la superficiale Hayes può offrirgli.
- Il professor Antolini insegna inglese a New York; è amico del protagonista dai tempi in cui insegnava in un college dal quale Holden è stato cacciato. Persona colta e saggia, si dimostra molto disponibile nei confronti del giovane ascoltandolo e ospitandolo a casa sua. Antolini tuttavia non riesce a nascondere una certa ambiguità al giovane. È sposato con una donna molto più vecchia di lui con la quale si bacia spesso in pubblico; beve molto e tiene feste. Holden, quando una notte l'uomo gli accarezza la testa mentre dorme, spaventandolo e inducendolo alla fuga, sospetta che sia omosessuale.
- Jane Gallagher è un'amica d'infanzia di Holden. È una ragazza molto carina e dolce a cui Holden tiene particolarmente. Il personaggio rimane sempre sullo sfondo, evocato da Holden nei suoi ricordi, ma non agisce direttamente negli eventi; è quindi un personaggio cruciale, ma con uno statuto affatto particolare (è una sorta di proiezione di Holden, rappresenta al meglio il suo lato sensibile e contemporaneamente la sua costante rinuncia ad esso). Holden vorrebbe contattarla, ma continua a rimandare.

## Influenza nella cultura di massa
- La scuola Holden di Torino trae il nome dal protagonista del romanzo di Salinger.
- Mark David Chapman, l'assassino di John Lennon, aveva con sé il libro al momento dell'omicidio. Questa circostanza viene successivamente parodiata nel secondo episodio della quattordicesima stagione di South Park dove i protagonisti trovano il libro noioso, mentre Butters (dopo aver letto il libro) decide di andare ad uccidere John Lennon, prima di scoprire che è già morto.
- Nella graphic novel Devil - Il diavolo custode, in una scena si può notare che il killer Bullseye durante un colloquio con un uomo di nome Nicholas Machabes (in realtà il supercriminale Mysterio camuffato) legge proprio questo romanzo.

### Nel cinema
- Nel film Il collezionista (1965) di William Wyler, i due protagonisti intraprendono una breve ma intensa discussione sul libro di Salinger.
- In Io e Annie (1977) di Woody Allen, durante la separazione dei due, il protagonista Alvy Singer (interpretato da Woody Allen) domanda ad Annie a chi appartenesse il libro Il giovane Holden.
- In Shining (1980) di Stanley Kubrick, Wendy Torrance (Shelley Duvall) sta leggendo Il giovane Holden durante la colazione con il figlio nella prima scena in cui appare.
- In 6 gradi di separazione (1993) di Fred Schepisi, il protagonista Paul (interpretato da Will Smith) spiega a Flan e Ouisa Kittredge (interpretati rispettivamente da Donald Sutherland e Stockard Channing) di aver scritto una tesi ispirandosi a Il giovane Holden e descrive accuratamente alcune parti del libro e la sua personale interpretazione.
- Ne I laureati (1995) di Leonardo Pieraccioni, il protagonista Leonardo Paci (interpretato da Leonardo Pieraccioni) ad un certo punto cita il romanzo quando si chiede dove vadano le anatre, d'inverno, quando gela l'acqua dei laghetti.
- In Ipotesi di complotto (1997) di Richard Donner, il protagonista Jerry Fletcher (interpretato da Mel Gibson) ha una vera ossessione per Il giovane Holden, tanto da doverlo acquistare ancora e ancora, in maniera compulsiva, ogni volta che ne vede una copia.
- In Pleasantville (1998) di Gary Ross, un ragazzo chiede al protagonista, David Wagner (interpretato da Tobey Maguire), di raccontare la storia di un libro le cui pagine sono bianche. Il libro in questione è proprio Il giovane Holden.
- In Scoprendo Forrester (2000) di Gus Van Sant, il personaggio William Forrester (interpretato da Sean Connery), pur essendo inventato, trae spunto dalla vicenda di J. D. Salinger che, come il personaggio del film, dopo un successo strepitoso si è ritirato dalla scena pubblica in maniera radicale.
- In The Good Girl (2002) di Miguel Arteta, il protagonista Thomas "Holden" Werther (interpretato da Jake Gyllenhaal) è un ragazzo ossessionato dall'opera che crede di essere la reincarnazione di Holden stesso.
- In Chapter 27 (2007) di Jarrett Schaefer, pellicola che ripercorre l'assassinio di John Lennon, viene raffigurata l'ossessione di Mark David Chapman (interpretato da Jared Leto) per Il giovane Holden. Il titolo del film si riferisce all'inesistente capitolo 27 del libro.
- In Tropic Thunder (2008) di Ben Stiller, l'addetto agli effetti speciali definisce il romanzo da cui il film prende il nome come "il mio Giovane Holden".
- In Rebel in the Rye (2017) di Danny Strong, si descrive la genesi de Il giovane Holden (J. D. Salinger è interpretato da Nicholas Hoult).
- Nel film di animazione Weathering with You - La ragazza del tempo (2019) di Makoto Shinkai, il sedicenne Hodaka porta con sé il romanzo di Salinger nei suoi spostamenti a Tokyo alla ricerca di un lavoro e di un alloggio.

### Nella televisione
- Nell'episodio Un bel sogno di mezza estate della ventiduesima stagione de I Simpson, Il giovane Holden viene citato quando Marge cerca di liberare la casa della donna dei gatti.
- Nell'episodio La Storia di Scroto McPallediPus della quattordicesima stagione di South Park, il libro di Salinger è alla base della trama dell'episodio. Ai protagonisti viene assegnato come compito la lettura dell'opera e questi sono inizialmente entusiasti, vista la fama di libro sconcio, ma ne rimangono delusi e decidono di scrivere un libro veramente sconcio.
- Nell'episodio Amico Nero cercasi dell'ottava stagione de I Griffin, il libro viene citato da Quagmire durante il suo sfogo contro Brian: l'uomo traccia un parallelismo tra il cane e il protagonista del romanzo, negando recisamente che Holden Caulfield sia un intellettuale ma un semplice ragazzino viziato ed egoista.
- Nell'episodio 9 della seconda stagione Il maestro e l'allievo di Criminal Minds, il dottor Reid spiega che è un libro "noto per essere amato dai sociopatici, citato da Chapman dopo aver ucciso John Lennon".
- Nella serie italiana Un professore a uno dei personaggi, Monica, viene regalato il giovane Holden, del quale si appassiona immediatamente.
- Nell'episodio 8 della miniserie Compagni di viaggio viene citata una frase del romanzo.

### Nel teatro
- Il dramma teatrale Sallinger di Bernard-Marie Koltès del 1978 è un omaggio all'opera, di cui fornisce una rilettura in chiave post-moderna.

### Nella musica
- Francesco De Gregori ha intitolato un suo album dal vivo del 1990 Catcher in the Sky. In un'intervista al periodico Chitarre del dicembre 1990, il cantautore dichiarò di aver scelto il titolo perché il disco raccoglieva sue "canzoni che in qualche modo riguardano il mondo dell'adolescenza, così come nel romanzo di Salinger." Anche Francesco Guccini fa ampie citazioni dal "Prenditore" ne La collina dall'album del 1970 L'isola non trovata.
- Who Wrote Holden Caulfield? è il titolo di una canzone dei Green Day presente sull'album Kerplunk. Gli Screeching Weasel hanno invece cantato I Wrote Holden Caulfield. Nell'album Chinese Democracy dei Guns N' Roses è presente una traccia dal titolo Catcher in the Rye. Nella canzone Get it Right degli Offspring è presente un riferimento al protagonista del libro ("Like Holden Caulfield I tell myself, There's got to be a better way").
- I testi del disco Steve McQueen, del gruppo inglese Prefab Sprout, pur senza citarne i personaggi, fanno ampio riferimento a situazioni e stati d'animo presenti nel libro.
- Una canzone dei Bring Me the Horizon ha come titolo una frase del libro: Who Wants Flowers When Your Dead? Nobody.
- Una canzone degli Spandau Ballet (Code of love, tratta dall'album True del 1983), contiene il titolo del romanzo, associandolo ad una descrizione di un amore inevitabile
- Nel testo della canzone ChoCo FrigHTs, inclusa sull'album Haptephobic (1999) del gruppo tedesco Sore Plexus è presente una citazione dal titolo originale dell'opera: "No dream will irrigate this desert mind left in the shade, no catcher in the rye, there will be no catcher in the rye".
- Dal libro prende il nome il gruppo musicale pop-rock francese Holden.
- Frank Iero usò il nome della scuola di Holden (Pencey Prep) per formare una sua propria band, chiamata appunto Pencey Prep, che sarà la sua esperienza musicale più importante prima del gruppo My Chemical Romance.
- Dal protagonista di questo romanzo prende il nome d'arte il cantautore classe 2000 Holden, all'anagrafe Joseph Carta. L'artista nel 2019 pubblica un album intitolato per l'appunto Il giovane Holden, nei cui testi è evidente un'impersonificazione dello scrittore nel personaggio di fantasia, con il quale condivide alcuni tratti caratteriali, nonché un'adolescenza tormentata.
- La canzone Life Is a Flower degli Ace of Base del 1998 cita letteralmente "No catcher in the rye can help you from yourself".

### Nella letteratura
- Nel libro Amnèsia di Matteo Caccia, il protagonista prende in prestito dalla biblioteca Il giovane Holden.
- Nel romanzo Norwegian Wood (o Tokyo Blues), l'autore Murakami Haruki lo cita più volte.
- Il romanzo Jack Frusciante è uscito dal gruppo di Enrico Brizzi è influenzato dal Giovane Holden e cita più volte Holden Caulfield.
- Nel libro Ragazzo da parete di Stephen Chbosky, Charlie ne parla nelle sue lettere.
- Nel libro 22/11/'63 di Stephen King, il protagonista parla dell'opera di Salinger e diventa "fondamentale" quando viene assunto come insegnante durante il colloquio col preside e la bibliotecaria.
- Il romanzo di Charles Bukowski Panino al prosciutto ha come titolo originale Ham on Rye, evidente richiamo a The Catcher in the Rye.
- Nel romanzo I fratelli Kristmas di Giacomo Papi il protagonista ricorda che tanti anni prima, una notte in cui faceva ancora il tassista a New York, un ragazzino gli aveva parlato di dove andassero a dormire d'inverno le anatre di Central Park.

### Nei videogiochi
- Nel videogioco Bully (In Italia pubblicato con il nome di Canis Canem Edit) si può comprare il famoso cappotto di lana grezza del giovane Holden, gli stessi produttori infatti dicono di essersi ispirati anche ad Holden Caulfield per la creazione del protagonista.
- Nel videogioco Life Is Strange, la protagonista, Max Caulfield, ragazza timida ed introversa, ha lo stesso cognome del giovane Holden. Entrambi, infatti, hanno tratti di personalità molto simili, condividendo lo stesso stato di confusione, di ricerca e dilemma tra l'adolescenza e l'età adulta. Inoltre, il cappello rosso nella segreteria del preside ricorda quello che Holden indossa.

### Nell'animazione

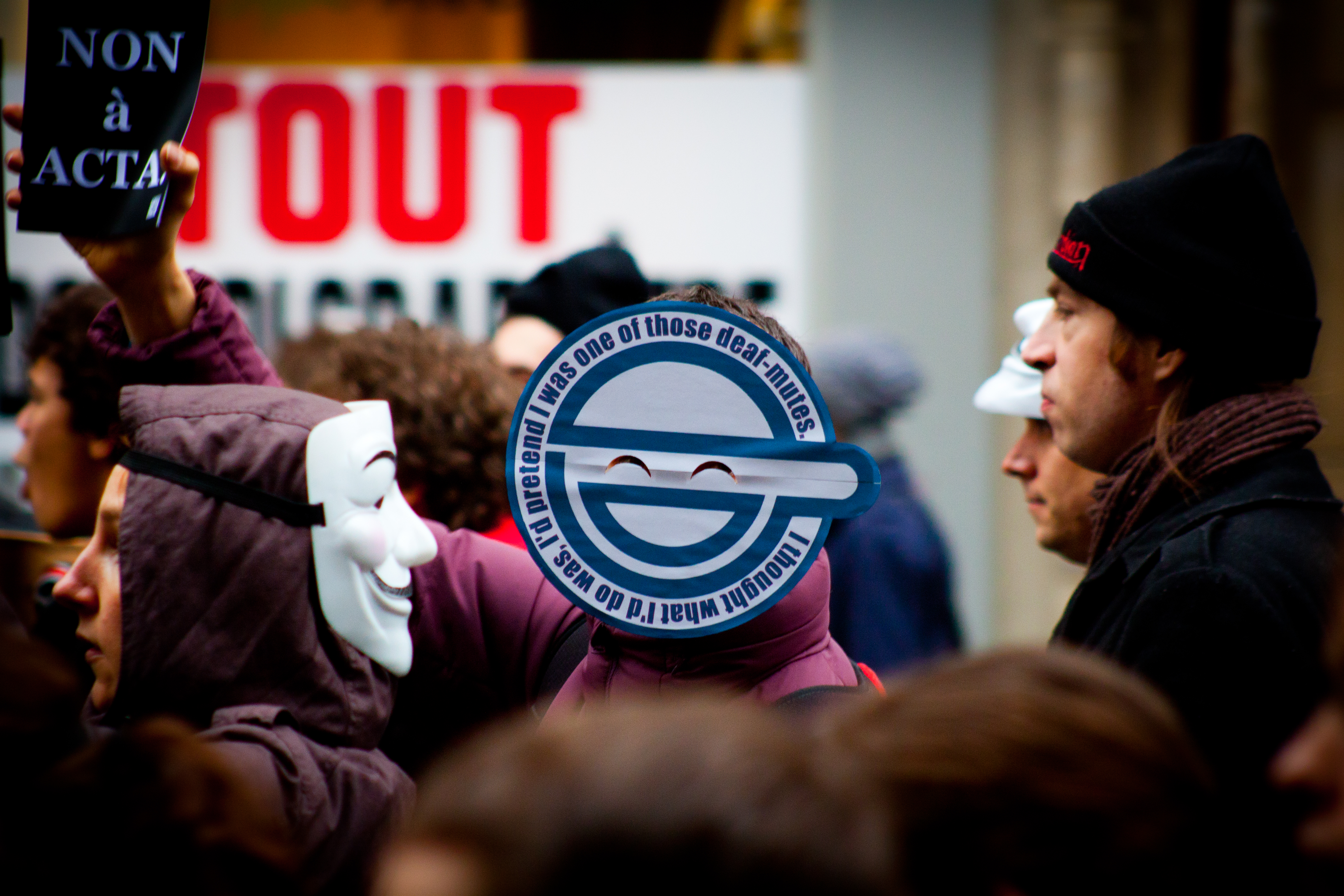
Il logo usato in GITS contenente la citazione di Holden

- Nell'anime Ghost in the Shell: Stand Alone Complex, il personaggio chiamato l'"Uomo che ride" (il cui nome è una citazione dal racconto di Salinger The laughing man) utilizza nei suoi hack visivi per oscurare la propria faccia un logo di una emoticon con attorno una citazione dal giovane Holden "I thought what I'd do was, I'd pretend I was one of those deaf-mutes" ("Ho pensato che quel che [poi] avrei fatto sarebbe stato che avrei finto di essere uno di quei sordomuti").
- L'ultimo episodio dell'anime Banana Fish, opera di Akimi Yoshida, è intitolato proprio Il giovane Holden in onore dell'opera di J.D. Salinger.

## Edizioni
- (EN) The Catcher in the Rye, Little, Brown and Company, 1951.

Traduzioni italiane
- Vita da uomo, traduzione di Jacopo Darca, Gherardo Casini Editore, 1952.
- Il giovane Holden, traduzione di Adriana Motti, Collana Supercoralli, Einaudi, 1961, ISBN 88-06-15828-7.
- Il giovane Holden, Collana Gli Struzzi (6), Einaudi, 1999, ISBN 8806296604.
- Il giovane Holden, traduzione di Matteo Colombo, Collana Supercoralli, Einaudi, 2014, ISBN 978-88-062-2009-9.
- Il giovane Holden, traduzione di Matteo Colombo, Collana Super ET, Einaudi, 2014, ISBN 978-88-06-21818-8.